# RTL club
 (février 2017).
Si vous disposez d'ouvrages ou d'articles de référence ou si vous connaissez des sites web de qualité traitant du thème abordé ici, merci de compléter l'article en donnant les références utiles à sa vérifiabilité et en les liant à la section « Notes et références ».
Pour les articles homonymes, voir TVI.
RTL club initialement Club RTL, est une chaîne de télévision généraliste commerciale privée belgo-luxembourgeoise francophone à rayonnement international, émettant principalement en direction des téléspectateurs de la Communauté française de Belgique et du Luxembourg.

## Histoire de la chaîne
Après son pré-lancement en 1993 sous le nom RTL+, la société belge de radio-télévision RTL-TVI SA créé Club RTL le 15 février 1995 afin de compléter son offre de programme en Communauté française de Belgique au côté de RTL-TVI.
Le 3 octobre 2005, le conseil d'administration de TVI SA a décidé à l'unanimité de ne pas demander le renouvellement de son autorisation d'émission en qualité de télévision de la Communauté française de Belgique pour RTL-TVi et Club RTL. TVI SA disposait d'une licence de diffusion luxembourgeoise et d'une autorisation d'émission de 9 ans de la Communauté française de Belgique arrivée à échéance en décembre 2005. Pour se mettre en conformité avec la directive européenne Télévision sans frontières, TVI SA n'a donc pas renouvelé son autorisation belge à la demande de son actionnaire principal, RTL Group, qui tenait à conserver son rayonnement de groupe audiovisuel européen au départ du Luxembourg.
TVI SA conserve son siège opérationnel et ses studios en Belgique à Bruxelles et s'est engagée à continuer d'assumer tous les engagements pris auprès du Conseil Supérieur de l'Audiovisuel belge, mais sur la base du volontariat, ce qui lui permet en cas de besoin de s'affranchir des contraintes de contribuer au développement du cinéma, et en particulier à la production indépendante en Communauté française, de respecter l’ensemble des dispositions relatives à la signalétique télévisuelle, à la protection des mineurs ou aux limitations publicitaires, à l’exception des règles prévues en droit européen et transposées dans le droit positif luxembourgeois.
La même année, Club RTL se divise en trois programmes sur un même canal : Kid's Club (devenue Kidz RTL en 2012 jusqu'en février 2017 pour les enfants) de 7 heures à 11 heures et de 15h20 à 18 heures, Club RTL (séries et films) de 11 heures à 15h20 et de 18 heures à 00h30, et enfin RTL Sport (Sport) pour le tennis, les sports mécaniques (GP moto et WTCC), la coupe de Belgique de football, les matchs de l'équipe de Belgique de football et la ligue des champions.
En juin 2006, la chaîne passe au format 16/9.
Le 8 janvier 2007, Club RTL et toutes les activités de TVI SA ont quitté les locaux de l'avenue Ariane pour emménager au 2 de l'avenue Georgin à Schaerbeek, dans les nouveaux bâtiments de la RTL House située entre l'avenue Georgin, l'avenue Grosjean, l'avenue Mommaerts et la chaussée de Louvain, spécialement construits pour abriter toutes les chaînes de radio et de télévision du groupe.
Le 30 août 2010 est le début de la diffusion du canal Club RTL HD.
Le 1er février 2016, la chaîne arrête la diffusion de la série animée Les Simpson, série phare de la chaîne depuis plus de 20 ans. Elle est déplacée sur Plug RTL.
Le 28 mars 2023, la chaîne prend le nom de RTL club à la suite de la mise en place de la nouvelle identité visuelle des médias du groupe. Ce changement qui concerne également RTL plug est censé mettre en avant la marque RTL. La chaine abandonne sa licence luxembourgeoise et devient 100% Belge.

### Identité visuelle (logo)

Logo de CLUB RTL du 15 février 1995 au 18 octobre 1998
Logo de Club RTL du le 18 octobre 1998 au 28 mars 2023
Logo de RTL club depuis le 28 mars 2023Logo de RTL club depuis le 28 mars 2023

## Organisation

### Dirigeants
Administrateurs délégués :
- Jean-Charles De Keyser : 1994 - 15/03/2002
- Philippe Delusinne : depuis le 15/03/2002

Directeur administratif et financier :
- Guy Rouvroi : depuis le 15/03/2002

Directeurs généraux :
- Pol Heyse : 1994 - 25/02/2002
- Freddy Tacheny : depuis le 15/03/2002

Directeurs des programmes :
- Eddy De Wilde : 1987 - 25/02/2002
- Stephane Rosenblatt : depuis le 15/03/2002

### Capital
RTL club est éditée par la société luxembourgeoise RTL Belux S.A. & cie SECS, détenue à 65,6 % par CLT-UFA S.A, filiale à 99,7 % de RTL Group, à 33,8 % par le groupe éditorial belge Audiopresse S.A. et à 0,6 % par RTL Belux S.A.
RTL Belux S.A. & cie SECS possède un contrat de sous-traitance avec la société belge RTL Belgium S.A. qui fabrique et produit les programmes de Club RTL ainsi que ceux des deux chaînes RTL-TVI (généraliste) et Plug RTL (télé réalité, films pour adolescents...). RTL Belgium S.A. est détenue à 66 % par CLT-UFA S.A. et à 34 % par Audiopresse S.A.

## Programmes
RTL club diffuse des films, du sport et des émissions pour la jeunesse. Le programme est plus centré sur la jeunesse que chez son aînée. Ainsi, on retrouve tous les jours le matin et l'après-midi Kids Club (devenue Kidz RTL en 2012 jusqu'en février 2017), une émission diffusant des productions animées Disney, Warner Bros. Animation et d'autres anime (notamment du catalogue AB Groupe et de Nelvana Limited). C'est également la chaîne qui se transforme en RTL Sport pour la diffusion du football. La chaîne passe aussi beaucoup de séries pour adolescents, tels que Sabrina, l'apprentie sorcière, Les Années collège, Sous le soleil, Dock 13, Lizzie McGuire, Gilmore Girls.
Une autre série de la chaîne était Les Simpson, avec une rediffusion complète de leur aventures chaque année, avant son déplacement sur RTL plug en 2016. Elle diffusera en 2007 les 104 premiers épisodes de Naruto en version non censurée. Elle diffuse depuis 2008 la série Chante ! et depuis 2009 la série Buffy contre les vampires. Voyant le succès grandissant de la série Violetta en Europe, la chaîne décide de la diffuser à son tour dès septembre 2013.
RTL club diffuse également des émissions de la chaîne française M6, tels que Caméra Café et Kaamelott.

### Séries
- Magnum (série télévisée)
- L'Agence tous risques
- Buffy contre les vampires
- Caméra Café (série télévisée, 2001)
- Kaamelott
- Les rues de San-Francisco

### Journal
- Journal luxembourgeois de RTL Télé Lëtzebuerg (tous les jours à 5 h 0)

### Sport
- RTL Sport (Champions League)

## Diffusion
RTL club est disponible sur la télévision numérique terrestre luxembourgeoise, les réseaux câblés luxembourgeois et belges de la Communauté française, le bouquet satellite belge et ceux de télévision sur IP en Belgique et au Luxembourg.

### Hertzien numérique
RTL club est diffusée sur le réseau numérique hertzien UHF PAL canal 24 depuis l'émetteur de Dudelange au Luxembourg et sur une partie de la Belgique francophone depuis le 4 avril 2006.
Depuis janvier 2018, RTL-TVI, Club RTL et Plug RTL sont disponibles dans l'offre TNT flamande « Antenne TV » (TV Vlaanderen). Cette offre est disponible en Flandre et à Bruxelles.
La diffusion se fait via le "MUX2", en norme DVB-T2 cryptée, sur les canaux 46 ou 47 UHF, selon la région.

### Câble
RTL club est diffusée sur les réseaux câblés belges de la Communauté française (Numericable Belgique programme no 5 à Bruxelles et no 35 en Flandre, VOO Numérique programme no 5 et no 505 en HD, UPC programme no 47, Telenet programme no 91) et luxembourgeois (Numericable, Eltrona Interdiffusion, Siemens Luxembourg).

### Satellite
RTL club est diffusée sur le satellite ASTRA en clair et en analogique de avril 1996 à août 2010 et RTL TVI aussi sur les deux chaînes puis le programme no 5 du bouquet satellite TéléSAT et sur le programme no 64 du bouquet TV Vlaanderen. Elle est aussi diffusée techniquement via le satellite français, même si un abonnement au satellite belge en France n'est pas possible.

### Télévision sur IP
RTL club est également diffusée sur les bouquets de télévision sur IP, en Belgique sur Proximus TV (chaîne no 4 en Wallonie et Bruxelles, chaîne no 53 en Flandres et HD no 43) et au Luxembourg sur la Télé des P&T.

## Audiences
Source : Centre d'Information sur les Médias.

### Audience globale
| Année | Parts de marché |
| ----- | --------------- |
| 2010  | —               |
| 2011  | —               |
| 2012  | 4,3 %           |
| 2013  | 4,1 %           |
| 2014  | 3,77 %          |
| 2015  | 3,5 %           |
| 2016  | 3,5 %           |
| 2017  | 4,05 %          |
| 2018  | 4,00 %          |
| 2019  | 4,14 %          |

| Année | Parts de marché |
| ----- | --------------- |
| 2020  | 3,49 %          |
| 2021  | —               |
| 2022  | —               |
| 2023  | —               |
| 2024  | —               |
| 2025  | —               |
| 2026  | —               |
| 2027  | —               |
| 2028  | —               |
| 2029  | —               |

Avec une audience moyenne de 3,49 % de part de marché en 2019, Club RTL est la cinquième chaîne belge francophone la plus regardée, derrière La Une, RTL TVI, Tipik et AB3.

### Records d'audience
Le 26 mars 2013, 820 100 téléspectateurs ont regardé sur Club RTL le match de qualification pour la Coupe du monde 2014 qui opposait la Belgique à la Macédoine, totalisant ainsi 40,2 % de part de marché. Ce faisant, la chaîne a enregistré son record en termes d'audience. Le précédent record de Club RTL datait du 22 novembre 2011, avec la diffusion du match de Ligue des champions Anderlecht/Lazio (736 500 téléspectateurs, 40,2 % de PDM).

### Top 10 des programmes les plus regardés par année
| 2020 | 2020                                                          | 2020       | 2020                      | 2020           |
|      | Programme                                                     | Date       | Nombre de téléspectateurs | Part de marché |
| ---- | ------------------------------------------------------------- | ---------- | ------------------------- | -------------- |
| 1    | Football : Ligue des champions : Real Madrid/Inter Milan      | 03/11/2020 | 278 100                   | 17,3 %         |
| 2    | Football : Ligue des champions : Lyon/Bayern Munich           | 19/08/2020 | 269 100                   | 22,1 %         |
| 3    | Football : Ligue des champions : Real Madrid/Manchester City  | 26/02/2020 | 269 000                   | 20,1 %         |
| 4    | Football : Ligue des champions : Inter Milan/Real Madrid      | 25/11/2020 | 255 300                   | 17,4 %         |
| 5    | Football : Ligue des champions : FC Bruges/Dortmund           | 04/11/2020 | 231 500                   | 14,4 %         |
| 6    | Football : Ligue des champions : Dortmund/Paris-Saint-Germain | 18/02/2020 | 216 900                   | 14,3 %         |
| 7    | Taken 3                                                       | 07/12/2020 | 208 700                   | 12,9 %         |
| 8    | Football : Ligue des champions : Manchester City/Real Madrid  | 07/08/2020 | 204 200                   | 18,7 %         |
| 9    | Independence Day: Resurgence                                  | 30/03/2020 | 202 500                   | 10,1 %         |
| 10   | Football : Ligue des champions : Leipzig/Paris-Saint-Germain  | 18/08/2020 | 201 800                   | 16,2 %         |

| 2019 | 2019                                                                   | 2019       | 2019                      | 2019           |
|      | Programme                                                              | Date       | Nombre de téléspectateurs | Part de marché |
| ---- | ---------------------------------------------------------------------- | ---------- | ------------------------- | -------------- |
| 1    | Football : Ligue des champions : Ajax/Tottenham                        | 08/05/2019 | 339 700                   | 22,3 %         |
| 2    | Football : Ligue des champions : Real Madrid/FC Bruges                 | 01/10/2019 | 323 500                   | 22,5 %         |
| 3    | Football : Ligue des champions : Liverpool/FC Barcelone                | 07/05/2019 | 319 300                   | 19,8 %         |
| 4    | Football : Ligue des champions : FC Barcelone/Liverpool                | 01/05/2019 | 289 900                   | 20,9 %         |
| 5    | Football : Ligue des champions : Juventus/Atlético de Madrid           | 12/03/2019 | 259 600                   | 15,6 %         |
| 6    | On a retrouvé la septième compagnie                                    | 17/03/2019 | 246 300                   | 13,4 %         |
| 7    | Football : Ligue des champions : Manchester United/Paris-Saint-Germain | 12/02/2019 | 245 200                   | 16,7 %         |
| 8    | Football : Ligue des champions : FC Bruges/Paris-Saint-Germain         | 22/10/2019 | 243 200                   | 16,1 %         |
| 9    | Football : Ligue des champions : Manchester City/Tottenham             | 17/04/2019 | 243 000                   | 16,8 %         |
| 10   | Football : Ligue des champions : Ajax/Juventus                         | 10/04/2019 | 242 300                   | 17,0 %         |

| 2018 | 2018                                                             | 2018       | 2018                      | 2018           |
|      | Programme                                                        | Date       | Nombre de téléspectateurs | Part de marché |
| ---- | ---------------------------------------------------------------- | ---------- | ------------------------- | -------------- |
| 1    | Football : Ligue des champions : Real Madrid/Paris-Saint-Germain | 14/02/2018 | 403 200                   | 23,6 %         |
| 2    | Football : Ligue des champions : Chelsea/FC Barcelone            | 20/02/2018 | 354 600                   | 18,5 %         |
| 3    | Football : Coupe de Belgique : FC Bruges/Standard                | 08/02/2018 | 334 500                   | 20,6 %         |
| 4    | Football : Ligue des champions : Bayern/Real Madrid              | 25/04/2018 | 326 900                   | 21,9 %         |
| 5    | Football : Ligue des champions : Paris-Saint-Germain/Real Madrid | 06/03/2018 | 324 500                   | 17,2 %         |
| 6    | Football : Ligue Europa : Marseille/Atlético de Madrid           | 16/05/2018 | 308 700                   | 19,5 %         |
| 7    | Football : Ligue des champions : Real Madrid/Bayern              | 01/05/2018 | 303 700                   | 18,8 %         |
| 8    | Football : Ligue des champions : Real Madrid/Juventus            | 11/04/2018 | 291 700                   | 18,7 %         |
| 9    | Football : Ligue des champions : Juventus/Real Madrid            | 03/04/2018 | 288 800                   | 16,5 %         |
| 10   | Football : Ligue des champions : FC Barcelone/Chelsea            | 14/03/2018 | 288 600                   | 17,6 %         |

| 2017 | 2017                                                              | 2017       | 2017                      | 2017           |
|      | Programme                                                         | Date       | Nombre de téléspectateurs | Part de marché |
| ---- | ----------------------------------------------------------------- | ---------- | ------------------------- | -------------- |
| 1    | Football : Ligue des champions : Anderlecht/Paris-Saint-Germain   | 18/10/2017 | 437 200                   | 26,0 %         |
| 2    | Football : Ligue Europa : Manchester United/Anderlecht            | 20/04/2017 | 414 500                   | 25,6 %         |
| 3    | Football : Coupe de Belgique : Anderlecht/Standard                | 29/11/2017 | 398 400                   | 24,2 %         |
| 4    | Football : Ligue Europa : Anderlecht/Manchester United            | 13/04/2017 | 357 000                   | 21,5 %         |
| 5    | Football : Ligue des champions : Bayern/Anderlecht                | 12/09/2017 | 341 400                   | 20,7 %         |
| 6    | Football : Ligue des champions : Anderlecht/Celtic                | 27/09/2017 | 337 000                   | 21,1 %         |
| 7    | Football : Ligue des champions : Celtic/Anderlecht                | 05/12/2017 | 314 700                   | 17,8 %         |
| 8    | Football : Ligue des champions : Anderlecht/Bayern                | 22/11/2017 | 307 300                   | 18,9 %         |
| 9    | Football : Ligue des champions : Paris-Saint-Germain/Anderlecht   | 31/10/2017 | 304 700                   | 16,6 %         |
| 10   | Football : Ligue des champions : FC Barcelone/Paris-Saint-Germain | 08/03/2017 | 304 500                   | 18,0 %         |

| 2016 | 2016                                                         | 2016       | 2016                      | 2016           |
|      | Programme                                                    | Date       | Nombre de téléspectateurs | Part de marché |
| ---- | ------------------------------------------------------------ | ---------- | ------------------------- | -------------- |
| 1    | Football : Ligue Europa : Olympiacos/Anderlecht              | 25/02/2016 | 319 100                   | 20,6 %         |
| 2    | Football : Coupe de Belgique : Genk/Standard                 | 02/02/2016 | 302 300                   | 14,6 %         |
| 3    | Football : Ligue des champions : Manchester City/Real Madrid | 26/04/2016 | 297 000                   | 17,4 %         |
| 4    | Football : Coupe de Belgique : Standard/Genk                 | 20/01/2016 | 293 400                   | 16,5 %         |
| 5    | Football : Ligue des champions : Real Madrid/Manchester City | 04/05/2016 | 290 900                   | 17,2 %         |
| 6    | Football : Ligue Europa : Liverpool/Séville                  | 18/05/2016 | 282 200                   | 16,4 %         |
| 7    | Football : Coupe de Belgique : Charleroi/Anderlecht          | 01/12/2016 | 260 100                   | 15,2 %         |
| 8    | Football : Ligue Europa : Anderlecht/Olympiacos              | 18/02/2016 | 258 600                   | 13,9 %         |
| 9    | Football : Ligue Europa : Standard/Ajax                      | 08/12/2016 | 251 700                   | 16,7 %         |
| 10   | Football : Ligue des champions : Bayern/Atletico Madrid      | 03/05/2016 | 245 500                   | 14,9 %         |

| 2015 | 2015                                                         | 2015       | 2015                      | 2015           |
|      | Programme                                                    | Date       | Nombre de téléspectateurs | Part de marché |
| ---- | ------------------------------------------------------------ | ---------- | ------------------------- | -------------- |
| 1    | Football : Ligue des champions : Real Madrid/Juventus        | 13/05/2015 | 400 003                   | 24,7 %         |
| 2    | Football : Ligue des champions : FC Barcelone/Bayern         | 06/05/2015 | 365 731                   | 21,2 %         |
| 3    | Football : Ligue des champions : Chelsea/Paris-Saint-Germain | 11/03/2015 | 330 719                   | 21,6 %         |
| 4    | Football : Ligue Europa : Anderlecht/Dinamo Moscou           | 19/02/2015 | 321 306                   | 18,5 %         |
| 5    | Football : Ligue Europa : Anderlecht/Monaco                  | 17/09/2015 | 305 897                   | 21,7 %         |
| 6    | Football : Ligue des champions : Paris-Saint-Germain/Chelsea | 17/02/2015 | 301 547                   | 17,2 %         |
| 7    | Avatar                                                       | 30/11/2015 | 301 340                   | 15,9 %         |
| 8    | Football : Ligue des champions : Juventus/Real Madrid        | 05/05/2015 | 299 693                   | 17,3 %         |
| 9    | Football : Ligue des champions : Manchester City/Juventus    | 15/09/2015 | 292 255                   | 18,8 %         |
| 10   | Football : Ligue Europa : Anderlecht/Tottenham               | 22/10/2015 | 290 920                   | 17,5 %         |

| 2014 | 2014                                                                       | 2014       | 2014                      | 2014           |
|      | Programme                                                                  | Date       | Nombre de téléspectateurs | Part de marché |
| ---- | -------------------------------------------------------------------------- | ---------- | ------------------------- | -------------- |
| 1    | Football : Match amical : Belgique/Côte d'Ivoire                           | 05/03/2014 | 632 500                   | 34,8 %         |
| 2    | Football : Match amical : Belgique/Luxembourg                              | 26/05/2014 | 629 100                   | 34,2 %         |
| 3    | Football : Ligue des champions : Anderlecht/Galatasaray                    | 26/11/2014 | 379 600                   | 21,3 %         |
| 4    | Football : Ligue des champions : Anderlecht/Arsenal                        | 22/10/2014 | 337 500                   | 19,0 %         |
| 5    | Football : Ligue des champions : Paris-Saint-Germain/Chelsea               | 02/04/2014 | 308 400                   | 19,1 %         |
| 6    | Football : Ligue des champions : Bayern/Real Madrid                        | 29/04/2014 | 303 800                   | 17,1 %         |
| 7    | Football : Ligue des champions : Standard de Liège/Zenit Saint-Petersbourg | 20/08/2014 | 302 400                   | 20,5 %         |
| 8    | Football : Ligue des champions : Chelsea/Atletico Madrid                   | 30/04/2014 | 301 700                   | 19,3 %         |
| 9    | Football : Ligue des champions : Real Madrid/Bayern                        | 23/04/2014 | 296 700                   | 17,6 %         |
| 10   | Football : Ligue des champions : Arsenal/Anderlecht                        | 04/11/2014 | 290 900                   | 16,9 %         |

| 2013 | 2013                                                       | 2013       | 2013                      | 2013           |
|      | Programme                                                  | Date       | Nombre de téléspectateurs | Part de marché |
| ---- | ---------------------------------------------------------- | ---------- | ------------------------- | -------------- |
| 1    | Football : Éliminatoires Mondial 2014 : Belgique/Macédoine | 26/03/2013 | 820 075                   | 40,2 %         |
| 2    | Football : Éliminatoires Mondial 2014 : Belgique/Serbie    | 07/06/2013 | 744 136                   | 43,5 %         |
| 3    | Football : Match amical : Belgique/Colombie                | 14/11/2013 | 658 536                   | 36,2 %         |
| 4    | Football : Match amical : Belgique/Japon                   | 19/11/2013 | 581 297                   | 29,5 %         |
| 5    | Football : Match amical : Belgique/France                  | 14/08/2013 | 575 497                   | 36,1 %         |
| 6    | Football : Ligue des champions : Bayern/Barcelone          | 23/04/2013 | 381 953                   | 21,1 %         |
| 7    | Football : Ligue des champions : PSG/Anderlecht            | 05/11/2013 | 367 381                   | 19,7 %         |
| 8    | Football : Match amical : Belgique/Slovaquie               | 06/02/2013 | 353 644                   | 19,8 %         |
| 9    | Football : Ligue des champions : Barcelone/Bayern          | 01/05/2013 | 349 235                   | 20,5 %         |
| 10   | Football : Ligue des champions : Anderlecht/PSG            | 23/10/2013 | 343 483                   | 19,3 %         |

| 2012 | 2012                                                     | 2012       | 2012                      | 2012           |
|      | Programme                                                | Date       | Nombre de téléspectateurs | Part de marché |
| ---- | -------------------------------------------------------- | ---------- | ------------------------- | -------------- |
| 1    | Football : Éliminatoires Mondial 2014 : Belgique/Croatie | 11/09/2012 | 753 066                   | 39,9 %         |
| 2    | Football : Éliminatoires Mondial 2014 : Belgique/Ecosse  | 16/10/2012 | 680 631                   | 36,3 %         |
| 3    | Football : Match amical : Belgique/Monténégro            | 25/05/2012 | 427 167                   | 26,8 %         |
| 4    | Football : Match amical : Belgique/Pays-Bas              | 15/08/2012 | 411 032                   | 27,5 %         |
| 5    | Football : Ligue des champions : Anderlecht/AC Milan     | 21/11/2012 | 392 508                   | 21,4 %         |
| 6    | Football : Ligue des champions : Barcelone/Chelsea       | 24/04/2012 | 385 945                   | 22,8 %         |
| 7    | Football : Ligue des champions : AC Milan/Anderlecht     | 18/09/2012 | 369 169                   | 21,8 %         |
| 8    | Football : Ligue des champions : R. Madrid/Bayern        | 25/04/2012 | 342 652                   | 22,3 %         |
| 9    | Football : Ligue des champions : Anderlecht/Limassol     | 28/08/2012 | 335 007                   | 19,7 %         |
| 10   | Football : Match amical : Angleterre/Belgique            | 02/06/2012 | 334 886                   | 30,9 %         |

| 2011 | 2011                                                      | 2011       | 2011                      | 2011           |
|      | Programme                                                 | Date       | Nombre de téléspectateurs | Part de marché |
| ---- | --------------------------------------------------------- | ---------- | ------------------------- | -------------- |
| 1    | Football : Éliminatoires Euro 2012 : Belgique/Turquie     | 03/06/2011 | 753 417                   | 46,5 %         |
| 2    | Football : Éliminatoires Euro 2012 : Belgique/Azerbaïdjan | 29/03/2011 | 670 542                   | 36,1 %         |
| 3    | Football : Éliminatoires Euro 2012 : Belgique/Kazakhstan  | 07/10/2011 | 483 658                   | 29,8 %         |
| 4    | Football : Match amical : France/Belgique                 | 15/11/2011 | 394 642                   | 22,8 %         |
| 5    | Football : Match amical : Belgique/Finlande               | 09/02/2011 | 351 143                   | 20,1 %         |
| 6    | Football : Ligue des champions : FC Barcelone/Arsenal     | 08/03/2011 | 324 729                   | 18,9 %         |
| 7    | Football : Ligue des champions : FC Barcelone/ R. Madrid  | 03/05/2011 | 324 054                   | 21,2 %         |
| 8    | Football : Ligue Europa : Helsingborg/Standard            | 25/08/2011 | 313 834                   | 18,8 %         |
| 9    | Football : Ligue des champions : Arsenal/FC Barcelone     | 16/02/2011 | 313 683                   | 17,6 %         |
| 10   | Football : Match amical : Belgique/Roumanie               | 11/11/2011 | 305 127                   | 19,3 %         |

Tous les téléspectateurs de 4 ans et plus, plus d'éventuels invités. Durée des programmes supérieure à 15 minutes.